# Microgaster nerione
Microgaster nerione är en stekelart som beskrevs av Nixon 1968. Microgaster nerione ingår i släktet Microgaster och familjen bracksteklar. Inga underarter finns listade i Catalogue of Life.